# Théodore Ber
Théodore Ber (Figeac, 7 mars 1820 – Lima, 21 novembre 1900) est un archéologue français.

## Biographie
Secrétaire de Charles Delescluze lors de la Commune de Paris, il fuit la répression qui en découle et s'établit à Lima (1871) où il devient professeur de français. Il y mène des travaux d'archéologie en amateur et les envoie au Laboratoire d’anthropologie de Paul Broca. Il finit par obtenir une mission archéologique officielle du ministère de l'Instruction publique au Pérou (9 juillet 1875) en même temps que Charles Wiener, ce qui sera à l'origine d'une impitoyable lutte fratricide entre eux.
Dénoncé comme ancien communard, Ber est disgracié mais soutenu par le Muséum d'histoire naturelle et grâce aux nombreuses collections scientifiques qu'il a continuées à envoyer, il est finalement chargé de deux nouvelles missions au Pérou (1879) et en Bolivie (1890).
Parmi les fouilles qu'il a entreprises au Pérou, on peut citer celles de Chancay, de Chimbote, de Santa Mateo, Tarma, Jauja et Huancayo et surtout celles d'Ancón et de Tiahuanaco.
Si Ber a manqué de rigueur scientifique (il n'en avait pas la formation), il fut pour autant très apprécié de chercheurs comme Broca ou Quatrefages.

## Travaux
- Les populations préhistoriques d'Ancón, Revue d'Anthropologie, 1875, p. 54-62
- Note sur les Indiens du Pérou, Compte rendu du Congrès international des américanistes, 1875, p. 449-462
- Le rio Casa (Pérou), Bulletin de la Société de Géographie, 1878, p. 181-184
- Recherches ethnographiques sur la Bolivie et l'ancien Pérou, Congrès international des sciences ethnographiques (1878), 1881, p. 688-697
- Tiahuanaco, Bulletin de la Société de Géographie, 1882, p. 577-592
- Une vie dans les Andes : Le journal de Théodore Ber (1864-1896), 2014